# زنبق خاردار
زنبق خاردار (نام علمی: Iris masia) نام یک گونه از سرده زنبق است.